# Cernay-lès-Reims

Cernay-lès-Reims este o comună în departamentul Marne, Franța. În 2009 avea o populație de 1,335 de locuitori.